# Jarjorin
Jarjorin (en mongol: Хархорин) es una localidad y distrito de Övörhangai en Mongolia. Situada a 373 km al sudoeste de Ulán Bator, al final del valle del Orkhon, que es Patrimonio de la Humanidad de la UNESCO. La población marca el límite de las estribaciones este de las montañas Khangai, lugar de las estepas de Mongolia central.

## Historia
Cerca de la localidad se hallan las ruinas de la antigua ciudad de Karakórum, otrora capital del Imperio Mongol bajo el liderazgo de Ogedei, vástago de Gengis Kan. El actual monasterio de Erdene Zuu, en los límites municipales de Jarjorin, se construyó con los restos de la antigua metrópoli. Erdene Zuu fue el primer monasterio budista de Mongolia y actualmente es un centro activo con una escuela y diversos proyectos de desarrollo. Este centro es clave en el turismo de la localidad, su principal motor económico.

## Transporte
El aeropuerto (KHR/ZMHH) dispone de vuelos regulares a Ulán Bator en verano operados por la compañía. La carretera entre Jarjorin y Ulán Bator no está pavimentada totalmente.

## Galería

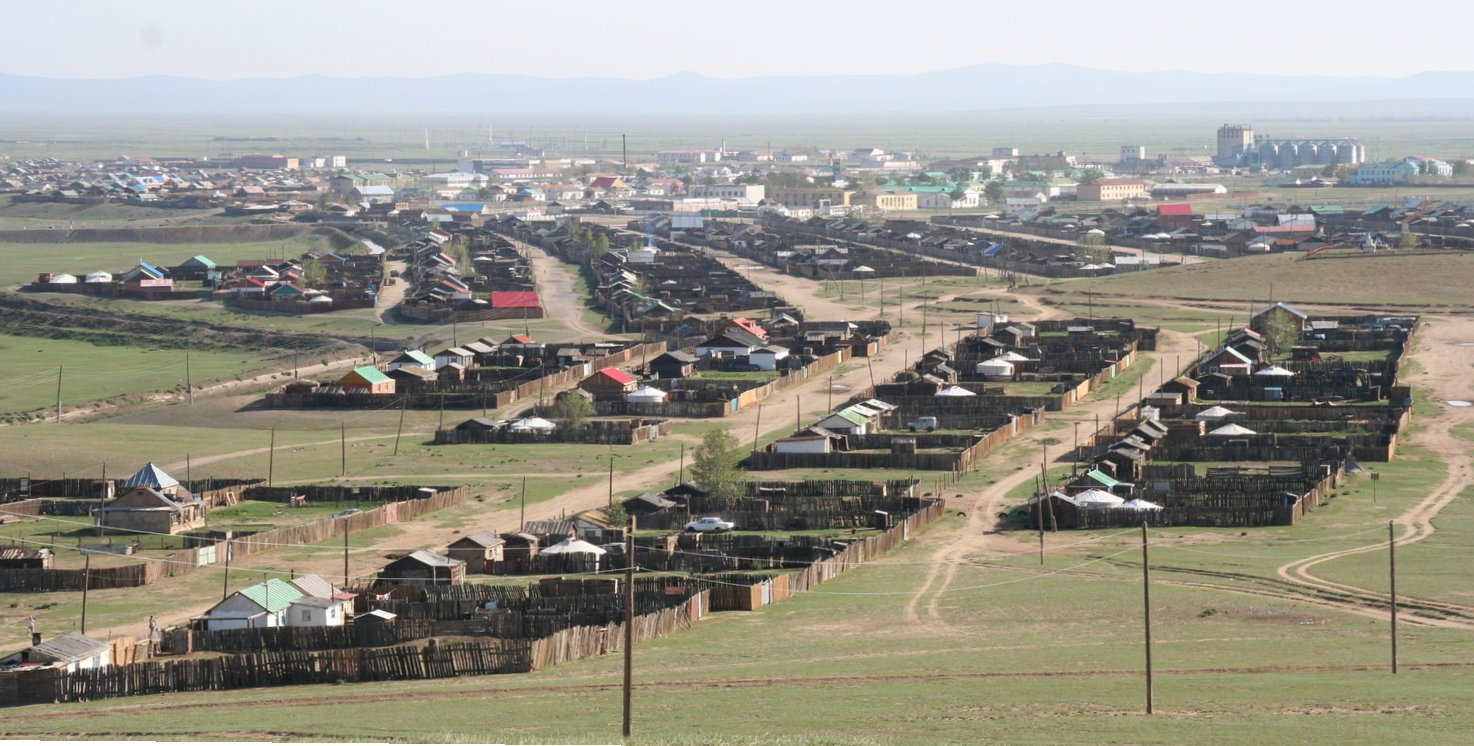
Vista de Jarjorin
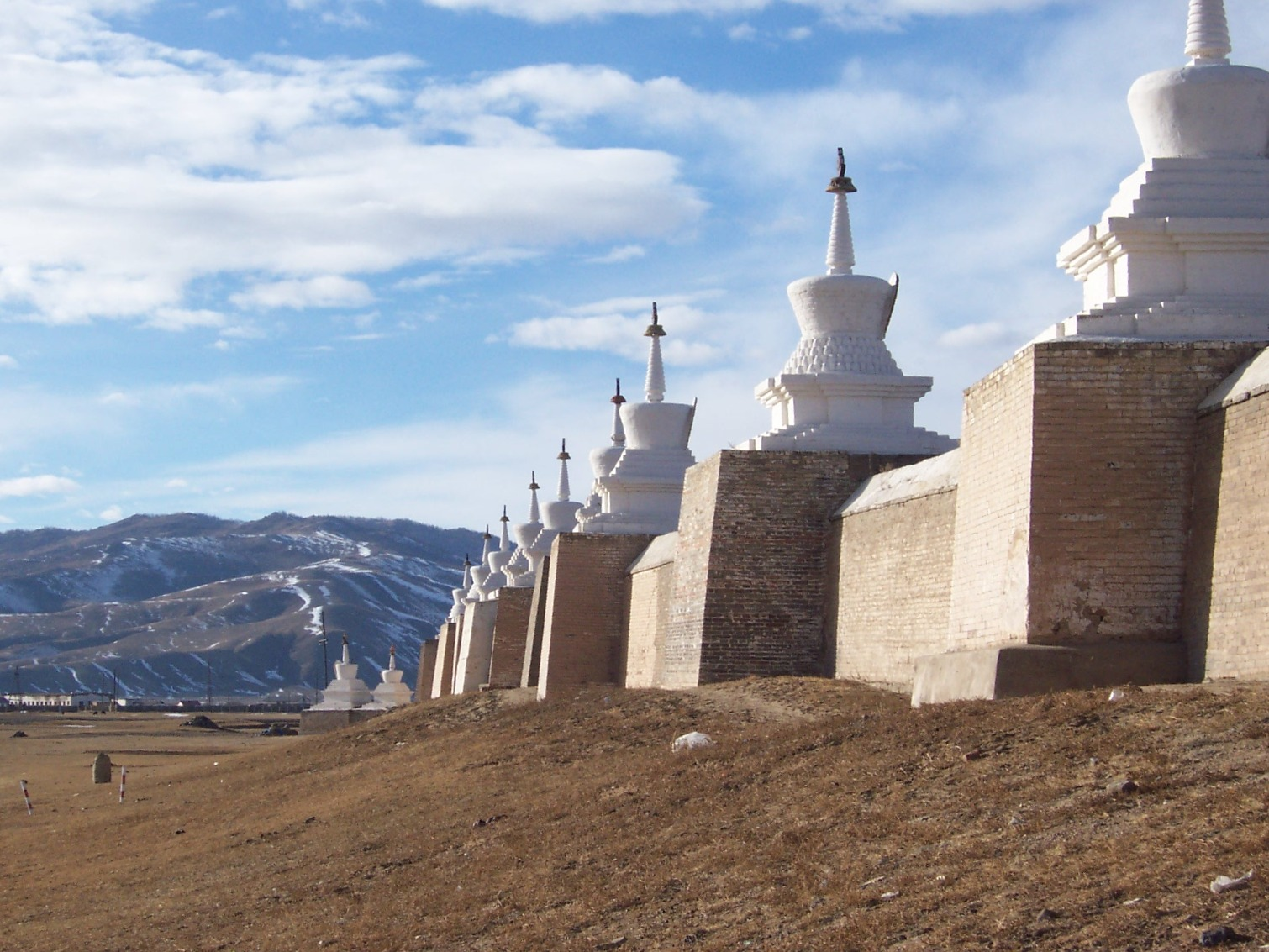
Exterior del monesterio de Erdene Zuu
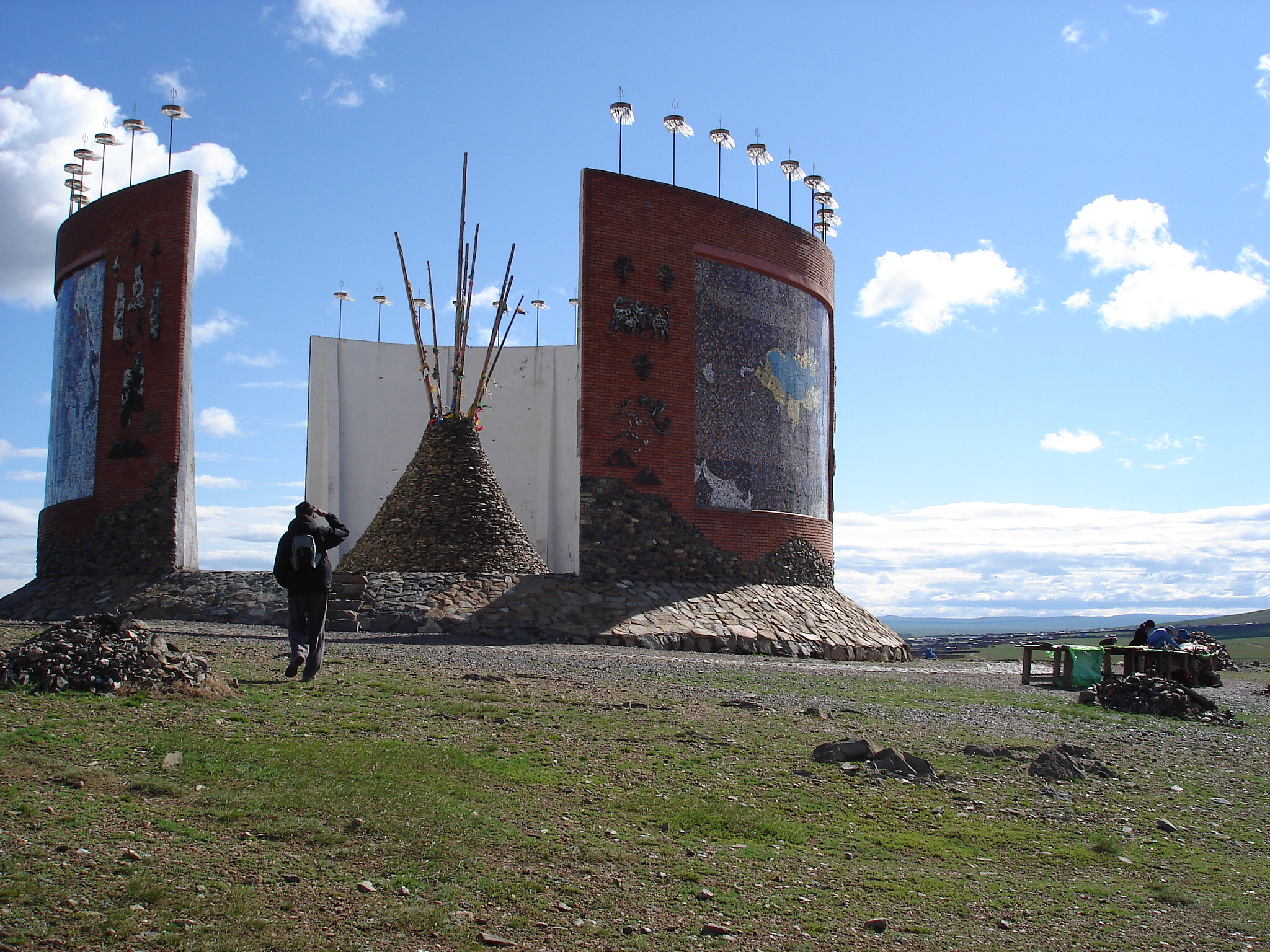
Monumento a la historia de los mongoles